# Кампус-Новус
Кампус-Новус (порт. Campos Novos) — муниципалитет в Бразилии, входит в штат Санта-Катарина. Составная часть мезорегиона Серрана. Входит в экономико-статистический микрорегион Куритибанус. Население составляет 28 447 человек на 2007 год. Занимает площадь 1 659,625 км². Плотность населения — 17,14 чел./км².
Экономика базируется на выращивании овса и разведении птицы.

## История
Город основан 30 марта 1881 года.

## Статистика
- Валовой внутренний продукт на 2005 составляет 436 115 mil реалов (данные: Бразильский институт географии и статистики).
- Валовой внутренний продукт на душу населения на 2005 составляет 14 398, 00 реалов (данные: Бразильский институт географии и статистики).
- Индекс развития человеческого потенциала на 2000 составляет 0,794 (данные: Программа развития ООН).